# Freddy Johnson
Freddy Johnson né le 12 mars 1904 à New York, mort le 24 mars 1961 est un pianiste de jazz américain.

## Carrière
Il débute avec Florence Mills en 1922 puis joue dans les orchestres d'Elmer Snowden en 1925, Billy Fowler en 1926, Noble Sissle en 1927. Il rejoint l'orchestre de Sam Wooding en 1928 puis part en France où il se produit au Big apple le cabaret en vogue tenu par Ada « Bricktop » Smith. Il joue avec Arthur Briggs dans un orchestre qu'il codirige avec lui et enregistre pour la firme Brunswick Records. Le 4 février 1934 il se produit avec Django Reinhardt, le clarinettiste Frank Big Boy Goudie à un concert organisé par le Hot Club de France à la Salle Lafayette, puis jusqu'en 1941 il fait des tournées en Belgique et aux Pays-Bas avec Coleman Hawkins et Willie Lewis. En 1941 il est arrêté par la Gestapo et interné dans un camp de concentration en Allemagne. De retour aux États-Unis il travaille avec George James et Garvin Buschell. En 1959-1960 il fait une tournée en Europe mais atteint d'un cancer il est rapatrié à New York et meurt en 1961.

## Discographie
- Freddy Johnson the chronological 1933-1939 vol.829 Classics